# 周春艳
周春艳（1960年1月—），女，山东金乡人，中华人民共和国政治人物。中央广播电视大学中原油田分校党政管理干部基础专修班毕业，河南省委党校函授班经济管理专业在职研究生学历，管理经济师、政工师。

## 生平
1977年12月参加工作，1979年6月加入中国共产党。早年历任胜利油田济柴分厂电工、绘图员、宣传干事、团委干事、团委副书记；中原油田公安处副科长、政治处副主任等职。1986年8月，任中共濮阳市市区区委宣传部部长；次年4月，任濮阳市市区副区长。1995年1月，任濮阳市副市长。1998年12月，任安阳市副市长。2001年3月，任中共安阳市委常委、统战部长；同年12月，转任中共济源市委副书记、市长。2003年2月，任中共济源市委书记。次月兼任市人大常委会主任；2006年2月，任中共河南省委副秘书长，省委、河南省人民政府信访局局长、党组书记。2008年7月，任中共河南省委副秘书长（正厅级）。2011年5月，任河南省工商行政管理局党组书记，次月兼任局长。2015年11月，任中共河南省委副秘书长、办公厅主任。2018年1月，任河南省政协副主席，2023年，换届卸任政协副主席职务。